# Senotainia armenica
Senotainia armenica är en tvåvingeart som beskrevs av Boris Borisovitsch Rohdendorf 1935. Senotainia armenica ingår i släktet Senotainia och familjen köttflugor.
Artens utbredningsområde är Armenien. Inga underarter finns listade i Catalogue of Life.